# Минтерн (Арканзас)
Минтерн (енгл. Minturn) град је у америчкој савезној држави Арканзас.

## Демографија
По попису из 2010. године број становника је 109, што је 5 (-4,4%) становника мање него 2000. године.
| Група             | 2000.       | 2010.       |
| Белци             | 111 (97,4%) | 105 (96,3%) |
| Афроамериканци    | 0 (0,0%)    | 1 (0,9%)    |
| Азијати           | 0 (0,0%)    | 0 (0,0%)    |
| Хиспаноамериканци | 0 (0,0%)    | 0 (0,0%)    |
| Укупно            | 114         | 109         |